# Shibari
Shibari (しばり) é um verbo japonês que significa literalmente amarrar ou ligar. É uma expressão que tomou um sentido diferente no século XX, quando o uso da corda (nawa em japonês) começa a ser utilizada no contexto ou uso no shibari para fim  erótico.
Kinbaku (緊縛) é a palavra japonesa para "bondage" ou ainda Kinbaku-bi que significa "o bondage bonito". Kinbaku (ou Sokubaku) é um estilo japonês de amarração sexual ou BDSM que envolve desde técnicas simples até as mais complicadas de nós, geralmente com várias peças de cordas (em geral de 5 mm a 8 mm, sendo a mais tradicional a de 6mm) e que podem ser de materiais diferentes, sendo a tradicional corda japonesa utilizada para o Shibari, a de juta. As cordas de cânhamo ou algodão. A palavra Shibari tornou-se comum no ocidente em meados dos anos 1990 para denominar a arte de amarração chamada Kinbaku.